# Cis bonariensis
Cis bonariensis is een keversoort uit de familie houtzwamkevers (Ciidae). De wetenschappelijke naam van de soort werd in 1874 gepubliceerd door Edouard Steinheil.